# 姜光会
姜 光会（カン・グァンフェ、朝鮮語: 강광회、1968年6月23日 - ）は 韓国プロ野球に所属していた大韓民国出身の元プロ野球選手（外野手）。現KBO審判委員。彼の息子は斗山ベアーズで活動する内野手の姜眞成である。

## 経歴

### アマチュア時代
高校2年生の1984年には全国高校野球選手権大会に中堅手として出場して大会中に14打数7安打で打率0.500を記録し打撃賞を受賞。
大学進学後は4年生の1989年に第23回全国大学野球大会で中堅手で出場し、再び14打数7安打で打率0.500を記録し最優秀打者賞を受賞した。
1990年に大学を卒業した。

### 太平洋時代
1990年に2次ラウンドの指名で入団した。

### サンバンウル時代
1993年に移籍して1994年に引退した。
通算3シーズンで17試合に出場して通算33試合に出場し、3割の打率を記録した。

### 審判時代
引退後は審判に転身。
2007年KBOリーグ優秀審判賞を受賞した。
2013年9月4日にKBO審判歴代21番目の通算1500試合出場を達成した。

## 詳細情報

### 年度別打撃成績
| 年 度    | 球 団        | 試 合 | 打 席 | 打 数 | 得 点 | 安 打 | 二 塁 打 | 三 塁 打 | 本 塁 打 | 塁 打 | 打 点 | 盗 塁 | 盗 塁 死 | 犠 打 | 犠 飛 | 四 球 | 敬 遠 | 死 球 | 三 振 | 併 殺 打 | 打 率 | 出 塁 率 | 長 打 率 | O P S |
| -------- | ------------ | ----- | ----- | ----- | ----- | ----- | -------- | -------- | -------- | ----- | ----- | ----- | -------- | ----- | ----- | ----- | ----- | ----- | ----- | -------- | ----- | -------- | -------- | ----- |
| 1990     | 太平洋       | 7     | 3     | 3     | 1     | 0     | 0        | 0        | 0        | 0     | 0     | 0     | 0        | 0     | 0     | 0     | 0     | 0     | 0     | 0        | .000  | .000     | .000     | .000  |
| 1993     | サンバンウル | 9     | 4     | 4     | 1     | 2     | 0        | 0        | 0        | 2     | 0     | 1     | 0        | 0     | 0     | 0     | 0     | 0     | 1     | 0        | .500  | .500     | .500     | 1.000 |
| 1994     | サンバンウル | 18    | 3     | 3     | 3     | 1     | 0        | 0        | 0        | 1     | 0     | 0     | 1        | 0     | 0     | 0     | 0     | 0     | 1     | 0        | .333  | .333     | .333     | .666  |
| KBO：3年 | KBO：3年     | 34    | 10    | 10    | 5     | 3     | 0        | 0        | 0        | 3     | 0     | 1     | 1        | 0     | 0     | 0     | 0     | 0     | 2     | 0        | .300  | .300     | .300     | .600  |

### 出身学校
- 1986年、済物浦高等学校（朝鮮語版）
- 1990年、建国大学校 (1986学番)

### 背番号
- 9 （1990年）
- 47 （1993年 - 1994年）